# Improvvisazione 19
Improvvisazione 19 è un dipinto a olio su tela (120x141,5 cm) realizzato nel 1911 dal pittore Vasily Kandinsky. È conservato nella Städtische Galerie im Lenbachhaus di Monaco.
La tela, nota anche come Il suono azzurro, fa parte di una serie di opere cominciate nel 1909, e suddivise in Impressioni, Improvvisazioni e Composizioni.